# 死刑釋憲案
《憲法法庭113年憲判字第8號判決》，亦俗稱「死刑釋憲案」或「死刑案」，是中華民國憲法法庭針對死刑制度是否違反《中華民國憲法》做出的判決。長期以來，死刑存廢是臺灣社會頻繁討論的議題，且雙方立場高度對立。在這之前，司法院大法官曾針對個案做出釋字第194號解釋、釋字第263號解釋、釋字第476號解釋，認為相關規定並不牴觸《中華民國憲法》。其後大法官大多裁定不受理死刑犯的釋憲案，不過有關違憲與否的討論未有停止。
臺灣目前等待槍決的死刑犯共有36人，在2022年陸續提出「法規範憲法審查」（即「釋憲」）聲請，主張死刑制度的存在與執行，牴觸《中華民國憲法》保障的生存權、比例原則。2024年1月25日，憲法法庭公告受理死刑釋憲案，以年齡最大的死刑犯王信福為主案，合併其他36名死刑犯相關聲請審理。憲法法庭公告，此次案件的爭點為：作為法定刑一種的死刑是否違憲，如合憲則是否應完善配套程序、或限縮適用的犯罪類型，如違憲則有何取代死刑的配套措施等。
本案於2024年4月23日進行言詞辯論。司法院3名大法官迴避，12名大法官參與評議與裁判、並於2024年9月20日下午三時宣判。憲法法庭判決認為，死刑作為刑事罰之一種本身合憲，但須要求個案犯罪情節為「最嚴重」且刑事程序符合「最嚴密」的法律要求；與聲請人相關的部份刑法與刑事訴訟法條文違憲。

## 基本背景

### 死刑制度
現行中華民國法律參考英國法律、美國法律、德國法律、日本法律制度，死刑是法定刑。臺灣沒有唯一死刑的犯罪，但有50條相對死刑的犯罪，例如殺人罪、強制性交殺人罪、殺害直系血親尊親屬罪、擄人勒贖致死罪、強盜罪結合犯（放火、強制性交、擄人勒贖、使人受重傷）等，最重可以判處死刑。《中華民國刑法》規定犯罪行為需符合犯罪構成要件、無阻卻違法事由與具刑事責任能力。《中華民國刑法》還規定年滿18歲是完全責任能力人，但身心障礙、精神障礙者可能不具備。因為不具備完全責任能力，未滿18歲或滿80歲者不能判處死刑或無期徒刑。
根據《刑事訴訟法》第344條，判處死刑的案件屬於「強制上訴」案件，法院必須要依照職權上訴，直到最高法院定讞。儘管《刑事訴訟法》沒有明文規範強制辯護、言詞辯論、判決確定後的非常上訴，最高法院針對可能判處死刑的案件，都會有言詞辯論程序。最高法院審判死刑案件，首先是逐一檢視《中華民國刑法》第57條列出的量刑事由（例如犯罪動機、被告品行等），再依法檢視是否有足夠證據證明「有無教化可能」、及犯罪手段等是否「情節重大」，以確定是否判處死刑。最高法院已經長達3年沒有死刑定讞的判決。
中華民國法務部負責執行死刑，在經過最高檢察署審核後，只要法律救濟程序完結，就會依法執行。根據《執行死刑規則》規定，死刑定讞的被告聲請司法院大法官解釋、再審或非常上訴程序且未終結，就不得執行死刑。現任中華民國總統蔡英文執政近8年，第一任法務部部長邱太三在2年間不曾執行死刑，第二任部長蔡清祥在5年間執行2次死刑，槍決2名死刑犯。2020年4月後，法務部未曾執行死刑，並有5名死刑犯在監獄死亡。目前臺灣有37名已經定讞的死刑犯，因聲請違憲審查、再審等法律程序，無法執行死刑。
由於過去沒有配套措施及人權價值，臺灣許多死刑判決及執行存在嚴重法律缺陷。在欠缺相關證據、甚至刑訊逼供的情況下，數位死刑犯是基於「被告自白」或「共犯自白」判處死刑，由此產生冤案。其中，江國慶、蘇建和、徐自強、鄭性澤、謝志宏等7人曾被判處死刑定讞，後來改判無罪，但江國慶直到槍決才獲得平反。目前民間團體認為尚有6名死刑犯是冤案，其中3人已經槍決，3人希望重啟審判。在涉及37名死刑犯的67件死刑案件中，有31項重要證據沒有找到，25項重要證據未經調查。

### 存廢問題

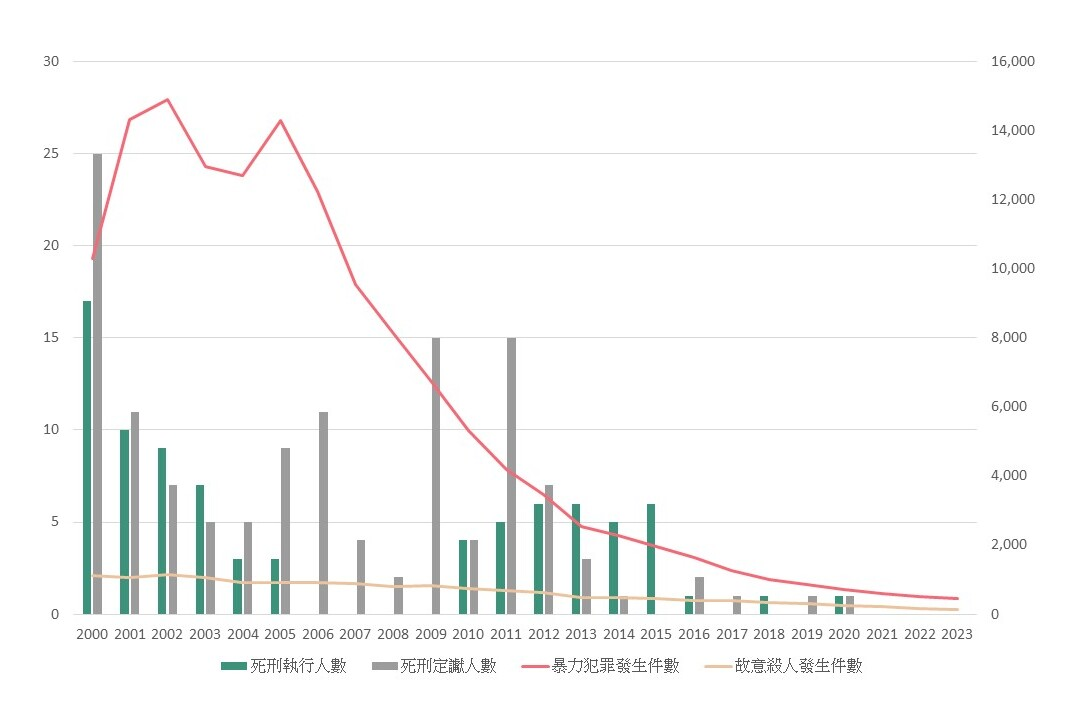
2000年至2023年，臺灣死刑執行人數、死刑定讞人數、暴力犯罪發生件數、故意殺人發生件數趨勢圖。

全世界廢除死刑制度的基礎主要是聯合國《公民與政治權利國際公約》及《經濟社會文化權利國際公約》（即「兩公約」）。廢除死刑被視為西方世界的先進人權觀念，數個國家更將其視為反省國家不法、彰顯民主化及人權保障的承諾。目前全世界有111個國家完全廢除死刑，24個國家不執行死刑，54個國家保留並執行死刑。在已開發民主國家中，歐洲國家已經廢除死刑，美國、日本、韓國、新加坡等國家則保留死刑。面對國際社會與人權團體長期倡議廢除死刑，臺灣死刑存廢問題是敏感話題，執行死刑也成為施政的難題。
早在1967年，中華民國政府已經在聯合國簽署兩公約，但在1971年退出聯合國時，並未完成批准。直到2000年，中華民國首次政黨輪替，總統陳水扁提倡廢除死刑，試圖藉由廢除絕對死刑、減少死刑判決等政策逐步實現，並注意到廢除死刑和國際外交的關聯。2003年，臺灣廢除死刑推動聯盟成立，希望藉由廢除死刑倡議推動本土化，完成轉型正義、司法改革和人權改善。2005年，法務部部長施茂林下令槍決死刑犯，其後停止執行死刑數年。2008年，中國國民黨籍總統馬英九上臺，並在隔年制定兩公約施行法，以落實兩公約精神。
在馬英九政府時期，法務部部長王清峰曾公開表示不會執行死刑，最終辭職下臺。其後，繼任法務部部長的曾勇夫、羅瑩雪下令執行33件死刑案件，法務部「逐步廢除死刑研究推動小組」數次流會。歐洲聯盟多次公開批評臺灣死刑的判決及執行，呼籲廢除死刑。目前臺灣對人權的要求越來越嚴謹，加上聯合國兩公約的要求，人權保障逐漸完備。在減少執行死刑的同時，臺灣大幅提高假釋門檻、保護管束期間及數罪併罰年數上限，一定程度上加強犯罪嚇阻率。隨著近20年死刑執行人數降低，重大治安犯罪的發生案例也有減少趨勢。
不過，臺灣輿論調查強調「支持度」數據，長期顯示有70%至80%左右不贊成廢除死刑，但在有終身監禁、不得假釋等替代方案下可能改變立場。輿論是臺灣死刑存廢問題沒有進展的關鍵原因，許多臺灣政治人物及社會團體公開反對廢除死刑。而臺灣每兩年舉行一次選舉，死刑存廢問題成為政治攻防工具，並出現針對性行動。因此，臺灣死刑存廢問題出現三方不滿的局面：社會運動者認為廢除死刑運動已經停滯，持樸素正義感的民間認為執行死刑已經停止，而國際人權機構認為臺灣尚未實質廢除死刑。

### 憲法法庭

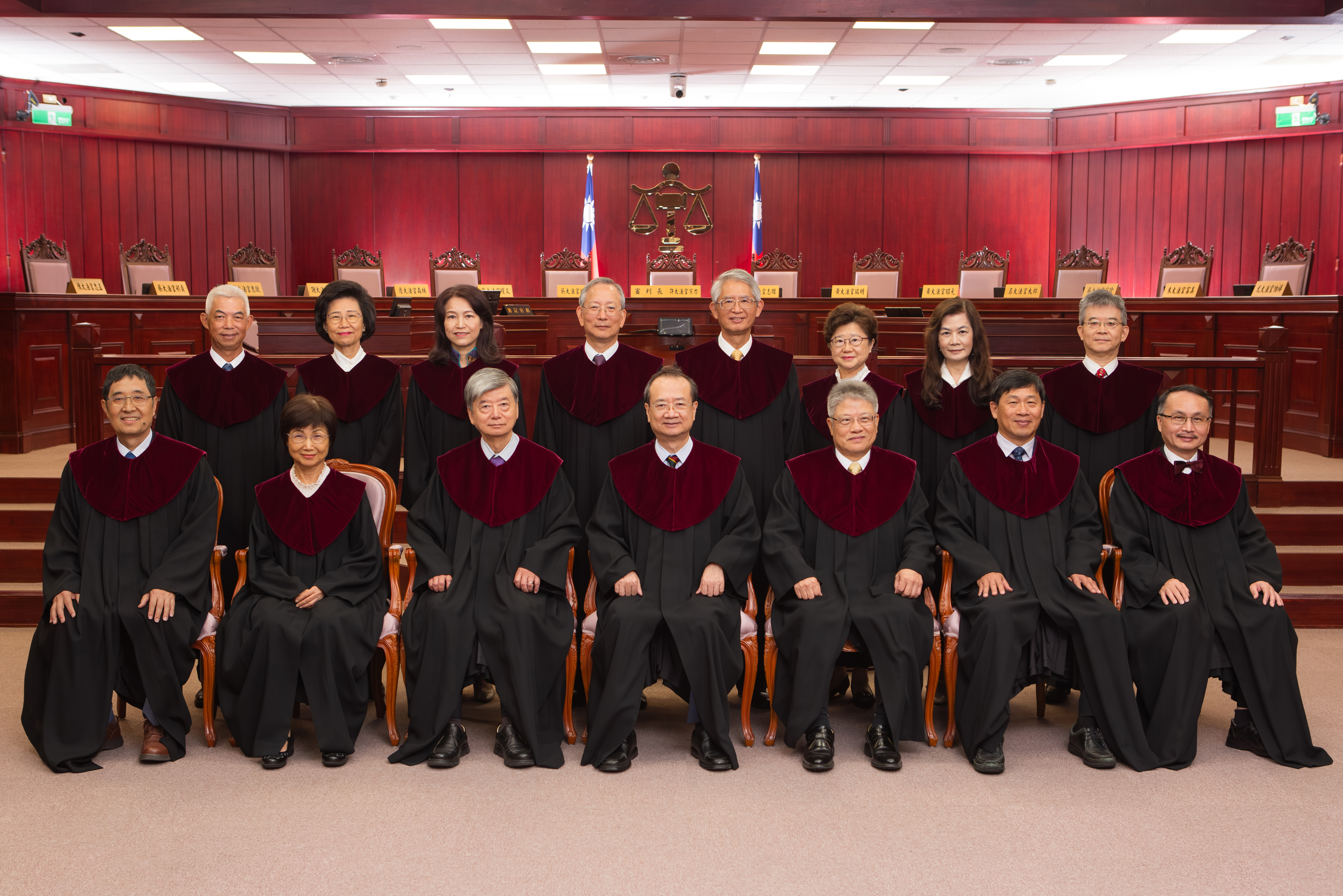
該案審理時憲法法庭一共有15位司法院大法官，全數是由中華民國總統蔡英文提名與任命。

組成憲法法庭受理本案聲請的司法院大法官一共15位，又被稱為許宗力法庭。大法官全數是蔡英文政府執政8年期間提名與任命。其中，司法院院長許宗力、司法院副院長蔡烱燉等7位大法官最晚在2024年10月底卸任。在《憲法訴訟法》新制實施後，憲法法庭曾處理公然侮辱罪案、選舉幽靈人口案、誹謗罪案、刑事訴訟程序法官迴避案、無期徒刑假釋撤銷後執行殘餘刑期案等案件。至2023年底，憲法法庭言詞辯論案件的開庭次數，已經高於1993年至2021年舊制解釋案件進行言詞辯論的開庭次數，案件受理和判決比率都在增加。不過根據統計，有多達90%案件未被受理。
多數國家是經立法機關或憲法修正程序廢除死刑，少數國家是憲法法院宣告死刑違憲。改制前的大法官會議曾做出釋字第194號解釋（1985年3月22日，販賣毒品判處死刑）、釋字第263號解釋（1990年7月19日，擄人勒贖罪唯一死刑）、釋字第476號解釋（1999年1月29日，販賣毒品判處死刑），認為基於維護國家安全、社會秩序及增進公共利益，相關規定未牴觸《中華民國憲法》。但是這些解釋僅針對個案，且被告均未涉及殺人。其後幾年，司法院大法官大多裁定不受理死刑犯的釋憲案，但臺灣仍出現違憲派與合憲派的對立。
現任司法院大法官曾數次推翻過去意見，並有數位反對死刑。許宗力認為，如果沒有合議庭一致決、死刑量刑標準等設計，基於正當法律程序可能違憲。蔡烱燉提到死刑牽涉國家刑事政策，在完成相關配套下支持廢除死刑。許志雄表示，死刑可能因為侵害生命權等而違憲，且不該混淆受害者與加害者的人權。張瓊文表示只要犯罪構成要件符合比例原則即合憲，宣告違憲可能背離輿論。黃瑞明表示死刑是滿足民眾的廉價慰藉，國家未大力推動配套措施可能違憲。詹森林贊成終局廢除死刑，並應當考慮替代死刑的配套措施。謝銘洋曾經參與過廢死聯盟提出的暫停執行死刑聯署。
黃昭元認為，死刑違憲與否要看條文，不同犯罪能否判處死刑應有所區別。楊惠欽認為死刑屬於立法政策，傾向考量輿論並妥善解決。蔡彩貞表示死刑存廢問題牽涉法律制度，應綜合評估人民需求及社會維安等，但所有案件應妥速進行。陳忠五認為死刑存在於現行法律而合法，在窮盡所有法律救濟程序後，就該執行案件。尤伯祥表示兩公約的兩號意見書要求締約國家必須朝向廢除死刑的方向，贊成逐步廢除死刑。蔡宗珍、呂太郎、朱富美等人未對死刑有特別表態。

## 聲請案件

### 王信福案

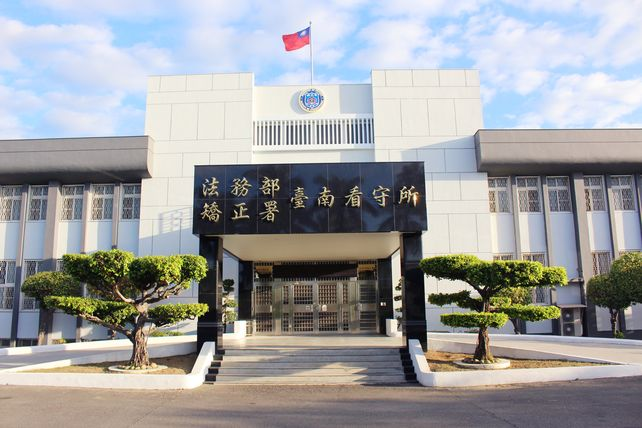
王信福為臺灣年齡最大的死刑犯，被控教唆殺害2名警察，在2011年判處死刑定讞。因為主要證據存在問題，民間團體長期救援。

此次違憲審查聲請原因，主要來自臺灣年齡最大、現年72歲的死刑犯王信福。王信福在年輕時喜歡穿著花色襯衫、留著長髮，但頻頻因此「奇裝異服」遭到警察拘留。最後王信福被提報為「流氓」，送往琉球嶼管訓。王信福受不了管訓生活逃亡，因而增加「脫逃罪」案底。在出獄後，王信福與朋友合資開設許多店面，並因女朋友懷孕而想要安定下來。1990年8月10日，為了慶祝女朋友懷孕，王信福與李光臨、陳榮傑等朋友前往嘉義市的「船長卡拉OK」唱歌、喝酒，席間發生2名警察遭到槍殺，由此捲入卡拉OK殺警案。
在檢察官起訴時，認定王信福先朝其中一名警察射擊一槍，便把手槍交給陳榮傑，指示後者對另一名警察開槍，造成2名警察死亡。但案件經過法院審理後，判決認定王信福最初是不滿一名吳姓人士未下樓敬酒，李光臨便幫他取來一把手槍。王信福又看到卡拉OK老闆洪清一招待下班警察黃鯤受、吳炳耀，不滿對方沒有向自己敬酒，雙方發生衝突。王信福當下辱罵洪清一，並對2名警察嗆聲叫囂，黃鯤受無法忍受回嘴幾句，王信福便教唆陳榮傑開槍擊中2名警察，造成2人送醫不治。
被指控開槍殺死警察的陳榮傑，在1992年間判處死刑定讞，並在同年8月間執行槍決。被通緝的王信福逃亡中國大陸10多年，直到2006年返回臺灣，遭到警察逮捕。判處王信福死刑的主要證據來自共同被告陳榮傑反覆不一的自白供詞，該主要證據缺乏真實性擔保，也不具有證據能力。同時，證人吳俊翰表示當年遭到警察刑求、摔下樓梯，才會依照警察指示製作筆錄。證人李清泉表示警察問訊時的態度很兇，且刻意誤導、登載不實。此外，在最重要的證據手槍上，並沒有見到王信福的指紋。
但在案件缺乏物證的情況下，法官仍然僅憑筆錄判處王信福死刑。在2011年7月27日，最高法院認定王信福命令陳榮傑殺害2名警察，以殺人罪判處死刑定讞。目前王信福關押在法務部矯正署臺南看守所，長達13年未執行槍決。王信福的律師團雖然曾經提出再審、非常上訴、及違憲審查聲請等救濟管道，都遭到駁回。而民間團體長年救援王信福。在2021年，臺灣廢除死刑推動聯盟等社會團體成立「王信福救援大隊」，主張為其平反冤屈。

### 合併案件

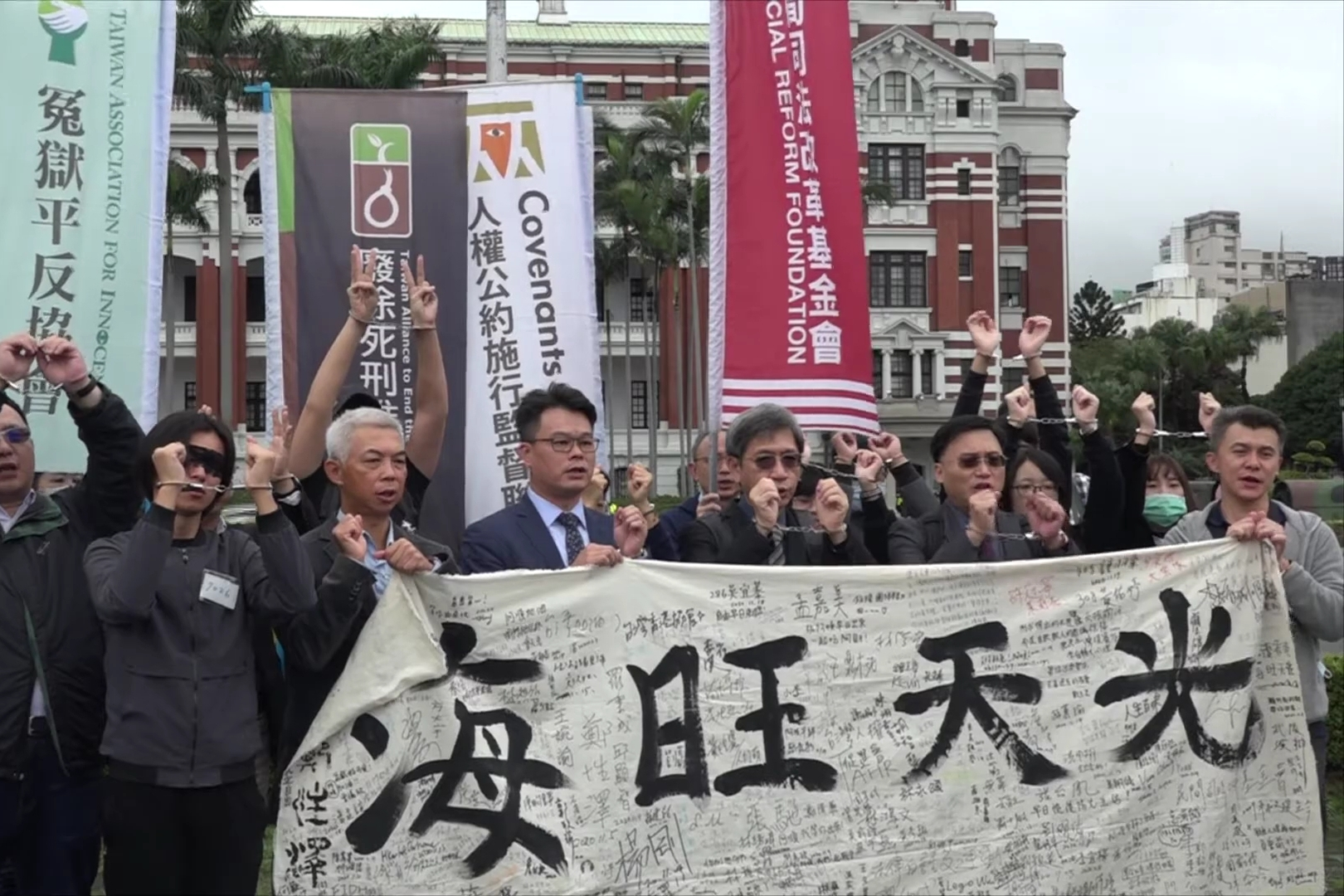
邱和順被控犯下男童陸正綁票案、女性保險員分屍案，成為關押最久的死刑犯。不過民間團體認定此案是冤案，並發起救援。

目前關押在看守所的死刑犯共有37人，全數提出釋憲案聲請。根據統計，這些死刑犯平均年齡52歲，近30%是60歲以上年長者。其平均關押時間20年，超過50%關押11年到20年，近40%關押21年到30年。大多數人童年經驗負面（如父母離婚、重組家庭、隔代教養等）、教育程度偏低，70%以上沒有高級中學學歷，僅1人大學畢業。多數人未成年就進入職場，近80%為工人階級，但工作長期不穩定（約有10%無業），且往往沒有資本與受害者賠償和解。一定比例的死刑犯還罹患精神疾病、心智缺陷或有其他障礙。
在37名死刑犯中，邱和順被控犯下男童陸正綁票案、女性保險員分屍案，在法務部矯正署臺北看守所收容超過35年，是關押最久的死刑犯。民間團體認定邱和順案是冤案，歷經數次聲請再審、非常上訴、監察院調查報告、釋憲案都未有結果，但傳出臺灣高等檢察署有意啟動再審。黃春棋、陳憶隆犯下建商黃春樹綁票命案，是等待槍決最久的死刑犯。蕭新財被控霰彈槍射擊2名警察，造成1人死亡和1人受傷。王柏英與共犯計劃搶劫銀行，在臺北縣汐止市犯下殺警奪槍案。林如連續殺害母親、婆婆及丈夫詐領保險，是唯一的女性死刑犯。
張人堡犯下士林區箱屍命案、強盜姦殺老婦案，張嘉瑤強盜性侵並殺害女性，邱合成綁架勒贖並撕票。蘇志效、游屹辰犯下女教師命案，王鴻偉砍殺心儀女性百刀。徐偉展犯下多起性侵殺人案，黃麟凱勒死前女朋友及其母親。林旺仁、彭建源分別在基隆市及新竹市縱火，各造成5人死亡。其他聲請人還有鄭武松、劉華崑、連佐銘、楊書帆、呂文昇、施智元、劉榮三、陳文魁、沈鴻霖、陳錫卿、廖敏貴、唐霖億、沈岐武、蕭仁俊、廖家麟、歐陽榕、郭俊偉、連國文、李德榮等。最近一起死刑定讞案件是殺害兩人的沈文賓，在2020年3月31日定讞。
依照《憲法訴訟法》規定，在修正施行日（2022年1月4日）前收到確定終局判決的民眾，應該要在修正施行日起6個月內聲請「法規範憲法審查」（即「釋憲」）。在同年，人權團體及律師代表37名死刑犯，向司法院提出死刑違憲的釋憲案聲請，37名聲請人的確定終局判決均在《憲法訴訟法》修正施行前送達。原本案件還有111年度憲民字第904055號聲請人黃富康，及107年度憲二字第276號聲請人郭旗山、陳昱安等3人，但因為3名死刑犯在看守所裡病逝，因此不在受理範圍內。

## 審理程序

### 案件審查
此次釋憲案源於王信福等37名死刑犯，針對殺人案件適用的《中華民國刑法》第271條第1項（殺人罪）的死刑規定、及《中華民國刑法》第33條第1款的主刑種類「死刑」規定，主張死刑制度的存在與執行侵害人性尊嚴、生命權，牴觸《中華民國憲法》第15條保障人民生存權意旨，也違背《中華民國憲法》第23條比例原則，因而有違憲之虞，聲請法規範憲法審查暨暫時處分。王信福等37名死刑犯要求司法院大法官宣告死刑違憲，並聲請變更過往釋字第194號解釋、釋字第263號解釋、釋字第476號解釋的解釋。
聲請書指出，憲法法庭數次認定人性尊嚴及人格權為「不可或缺之基本權利」，因為審判無法確保絕對客觀與正確性，死刑屬於對生命權的「恣意剝奪」。死刑制度希望達到警惕和處罰目標，但剝奪生命是不可回復的傷害，違反比例原則。同時死刑出於「應報理論」，無法正當化存在必要性，不應作為刑罰目標。聲請書提到，國家應透過補償與救助管道保障受害者親屬人權，而非對加害者執行死刑報復。聲請書還指出，依照《公民與政治權利國際公約》、聯合國大會和聯合國人權理事會、《歐洲人權公約》等觀點，只有戰爭等特殊時期才能使用死刑。
王信福等死刑犯的訴訟代理人還指出，輿論是否支持廢除死刑不足成為合憲正當理由，輿論反對同性婚姻、通姦除罪，司法院大法官仍認定相關規定違憲。數屆司法院大法官在經過多年討論後，決定受理王信福等37人主張「死刑違憲」的釋憲案，由司法院院長兼憲法法庭審判長許宗力排審。1月25日，憲法法庭公告正式受理王信福等37名死刑犯聲請，以年齡最大的王信福為主案，合併其他36名死刑犯的相關聲請審理。同時，憲法法庭排定在4月23日召開言詞辯論庭。
2月27日，王信福等37名死刑犯認為執行死刑、強制辯護等規定違憲，與憲法法庭受理的死刑案有重要相關性，聲請追加相關法規為審查標的。3月18日，除迴避審理的蔡彩貞等3名大法官外，憲法法庭12名大法官一致認為，聲請追加部分應在《憲法訴訟法》修正施行日起的6個月內提出，但已經逾越6個月法定期限，裁定不受理。另一方面，死刑犯蕭新財等9人聲請其他違憲部分，已經受理並公告，並非不受理裁判的效力範圍。

### 辯論提綱

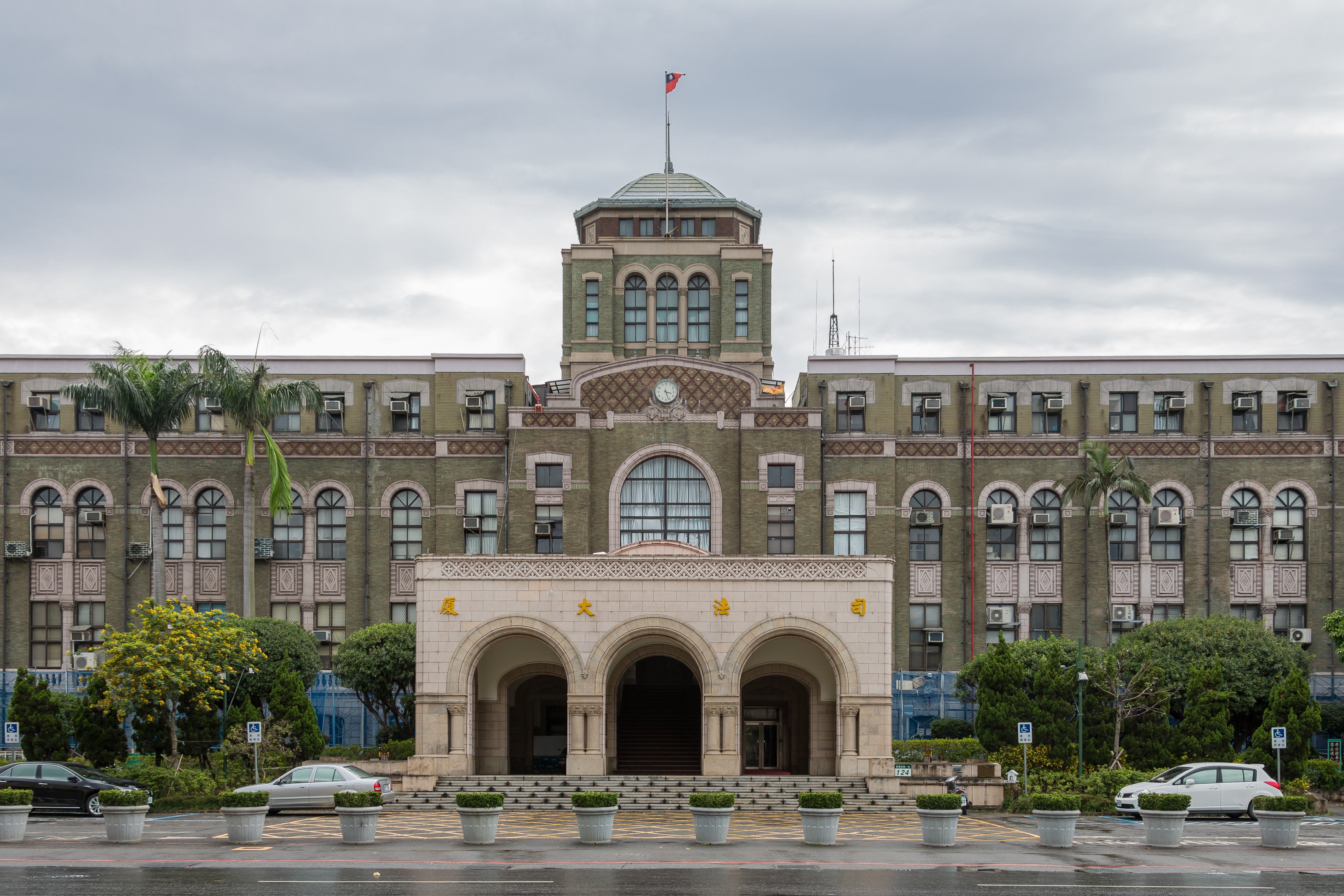
憲法法庭針對死刑違憲審查提出包括死刑是否違憲、適用犯罪類型、相關配套措施等爭點。

憲法法庭公告死刑違憲案的兩造爭點提綱，載明主要爭點分成兩個層次，第一層次聚焦作為法定刑一種的死刑是否違憲。在「死刑是否違憲」議題中，憲法法庭將討論死刑除了剝奪生命權外，是否另外干預諸如免於酷刑、人性尊嚴等其他《中華民國憲法》賦予民眾的權利。其他爭點還有死刑制度追求的目標有哪些，而這些目標是否都合憲；以死刑作為達成上述目標的手段，是否允許剝奪人民在《中華民國憲法》上的權利。而如果認為死刑違憲，有何足以取代死刑的其他刑事制裁手段，或應該有哪些配套措施。
這次辯論的第二層次為，如果認為死刑制度合憲，憲法法庭將確認判處死刑的犯罪類型是否應該限縮、或是僅有哪些類型的犯罪能夠判處死刑，而判處37名死刑犯死刑的犯罪是否違憲。其他爭點還有適用死刑的刑事被告範圍，當被告具有精神障礙、心智缺陷、或行為時「辨識能力」存在限制，在此情況下宣告死刑是否違憲，並且是否應該有所限制。同時，《中華民國刑法》第19條就精神障礙及心智缺陷的行為人，依照其行為時的辨識能力程度，有不給予刑罰、減輕刑罰的區別，這部分對死刑宣告來說是否違憲。
最後有關死刑配套程序的部分，憲法法庭將確認目前從審判過程到宣判判決之後，當前的法律配套措施是否都合憲。同時，是否有部分配套程序需要變更或修正，才能符合《中華民國憲法》對於正當法律程序的要求（例如第三審強制辯護、應該進行言詞辯論、評議一致決、在判決確定後的非常救濟與其他保障程序等），而相關理由為何。就此而言，《刑事訴訟法》第388條及相關程序規定是否違憲，或者是現行規定已經合憲，因此不需要變更或修正。

### 諮詢意見
根據《憲法訴訟法》第19條規定，在審理案件時，憲法法庭可以指定專業人士、學者、機關或團體，就相關問題提出專業意見或資料。而根據《憲法訴訟法》第20條規定，當事人以外的人民、機關或團體，可以向憲法法庭聲請「法庭之友」，在經過同意後，主動提出專業意見或資料，以供憲法法庭審判時參考。隨著死刑釋憲案引起外界矚目，憲法法庭為了充分考量各方的意見，指定6名專業人士與學者、及2個機關團體，另外還有17個「法庭之友」（包括12個團體及5位人民）參與，並分別就死刑存廢問題遞交意見書。
憲法法庭指定的專業人士、學者和機關團體，分別根據憲法、刑法、法律哲學、犯罪學等不同專業領域的觀點提出意見，作為憲法法庭審判的參考。其中，司法院大法官指定的學者有中央研究院法律學研究所研究員許家馨與黃丞儀、開南大學法律學系教授鄭善印、國立臺灣大學法律學院教授謝煜偉，聲請方推薦國立臺灣大學法律學院特聘教授顏厥安，關係機關則推薦國立中正大學犯罪防治學系教授賴擁連。在機關團體部分，憲法法庭指定監察院國家人權委員會與犯罪被害人保護協會擔任法庭鑑定人。
在「法庭之友」團體部分，包括中央研究院法律學研究所法實證研究資料中心、人權公約施行監督聯盟、臺灣刑事辯護律師協會、民間司法改革基金會、臺灣廢除死刑推動聯盟、臺灣勞工陣線、中國國民黨立法院黨團、臺灣冤獄平反協會、國際特赦組織臺灣分會、臺灣人權促進會、臺北律師公會、監所關注小組。在人民部分，包括國立臺北大學法律學院教授徐育安、中央研究院歐美研究所研究員陳弘儒、國立臺灣大學國家發展研究所所長劉靜怡、國立臺灣大學社會學系教授黃克先、鏡文學文學開發部執行總編輯張惠菁、律師陳韋樵。
憲法法庭諮詢的6位專業人士提出不同立場的意見書。謝煜偉、顏厥安及黃丞儀認為應該廢除死刑，並以國際人權法、法學權威理論及《中華民國憲法》基本人權解釋。賴擁連、鄭善印、許家馨反對廢除死刑，強調《中華民國憲法》保障人民權利，但政府能夠剝奪犯罪者權利。監察院國家人權委員會呼籲應該廢除死刑，犯罪被害人保護協會則反對廢除死刑。在聲請擔任17個「法庭之友」中，多數民間團體、學者、專業人士的立場是明確主張廢除死刑，僅有中國國民黨立法院黨團支持死刑。

### 言詞辯論

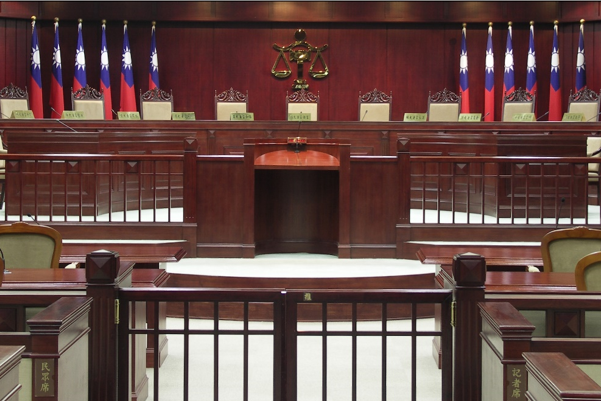
4月23日，憲法法庭將針對死刑釋憲案召開言詞辯論庭。

4月23日，憲法法庭針對死刑釋憲案召開言詞辯論庭，邀集死刑犯訴訟代理人、法務部及學者陳述意見，展開死刑是否違憲的討論。上午10時，在宣讀注意事項後，首先讓死刑犯的3位訴訟代理律師、相關法律機關法務部代表陳述意見，並邀請學者、專業人士、鑑定機關代表、鑑定團體代表表達看法。其後言詞辯論庭進入聲請人方與關係機關交互詰問環節。在中午休息後，是接受12名司法院大法官提問的詢答時間。最後在下午4時，正反雙方開始結辯。
這次替37名死刑犯聲請死刑釋憲案的訴訟代理人眾多，除了長期幫助弱勢囚犯的法律扶助基金會律師外，還有大型律師事務所律師參與。在10多人律師團中，便有理律法律事務所律師李念祖與李劍非父子、及人權律師李宣毅等。死刑制度代表機關法務部將與死刑犯代理人辯論，推派檢察司司長郭永發發表主要陳述，檢察司副司長簡美慧、最高檢察署檢察官林麗瑩、李仲仁亦是訴訟代理人。監察院國家人權委員會則派出監察委員兼國家人權委員會委員高涌誠出席。

## 判決結果
依照《憲法訴訟法》第26條第2項規定，經過言詞辯論庭的案件，必須在3個月內宣示裁判結果，必要時得延長2個月。因此，全案最快在7月23日前做出判決，最遲在9月23日前做出判決。在憲法法庭15名司法院大法官中，因為蔡烱燉曾審理死刑犯王鴻偉案、蔡彩貞曾參與死刑犯王柏英案、尤伯祥曾擔任死刑犯邱和順的律師，均自行迴避釋憲案審判。
扣除迴避審判的3名司法院大法官，這次釋憲案由12名司法院大法官組成的憲法法庭共同評議，認定違憲與否需要7票。萬一出現平局裁判結果，司法院院長或主筆大法官可能會調整方案，並召開評議審查做出多數判決。在此次重大議題上，通常希望評議達成一致通過、或壓倒性票數的「絕對多數」結果，而非只有「脆弱多數」結果。
2024年9月16日，憲法法庭公告將於同年月20日下午三時宣示判決，按判決先後順序，本件判決編號為113年度憲判字第8號。
9月20日，憲法法庭做出113年憲判字第8號判決，裁定死刑制度「部分合憲」，同時決定死刑僅適用犯罪情節屬最嚴重、且刑事程序符合憲法、經最嚴密正當法律程序要求的情形，如須合議庭一致決、三審要言詞辯論等，方可採用。針對部分罪行之判決「唯一死刑」，憲法法庭宣告違憲。
此次判決沒有廢除死刑，但明顯拉高死刑適用門檻，雖有傳媒估計未來的死刑案例只會日漸式微，不過在馬國女大生命案更一審判決中，高雄高分院仍判死刑，成釋憲後維持死刑判決首例。2025年1月16日，法務部簽准死囚黃麟凱的執行死刑執行命令，成為本次釋憲後執行死刑首例。

## 政府反應

### 總統府

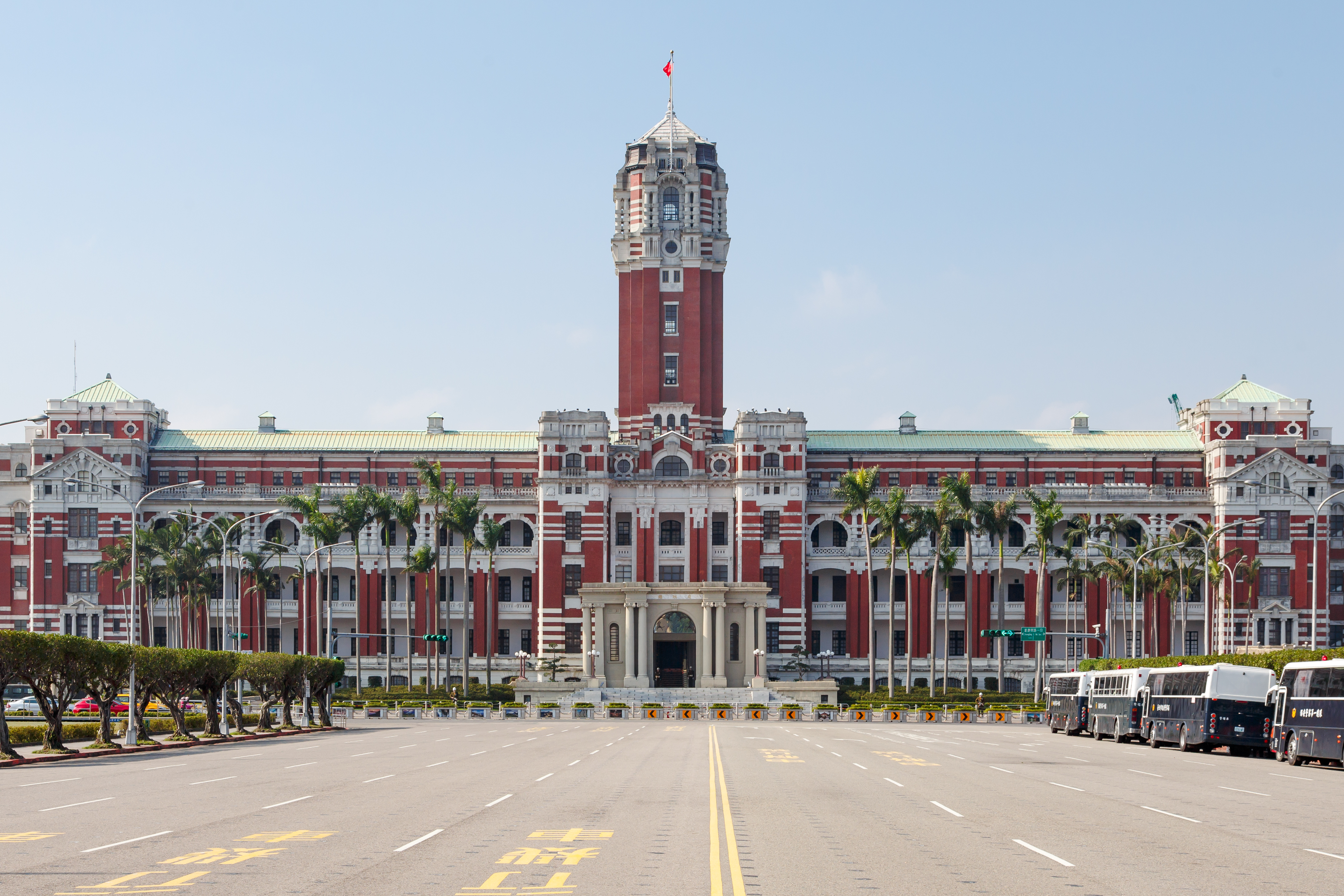
中華民國總統府表示尊重憲法法庭審理及社會共同討論。

早在2024年1月的元旦談話中，中華民國總統蔡英文被新聞媒體問及「廢除死刑」的態度時，表示目前臺灣並沒有廢除死刑，但當前的死刑犯都在違憲審查的法律程序中。在中華民國總統選舉期間，中國國民黨推薦的總統候選人侯友宜、副總統候選人趙少康、及參選臺北市大安區立法委員的羅智強等人，就死刑存廢問題質疑賴清德，要求賴清德明確表態是否支持廢除死刑。在總統選舉電視辯論中，賴清德指出目前臺灣並沒有廢除死刑，臺灣與國際社會均長期討論此議題，但任何地方廢除死刑都要高度的社會共識。
在總統選舉結束後，民主進步黨成功創造三連任的歷史紀錄，得以延續「綠色執政」。總統當選人賴清德在選舉中獲得約40%得票率，於5月20日正式上任。但儘管賴清德當選總統，民主進步黨並未在立法委員選舉贏得過半席次，立法院無單一政黨席次過半。這次死刑釋憲案的結果將成為賴清德就任後，首件要面對社會大眾表達立場、溝通說明的重大憲政議題，也將挑戰賴清德政府的政治應變能力。在2024年4月19日，中華民國總統府表示尊重憲法法庭審理及社會共同討論。

### 行政院

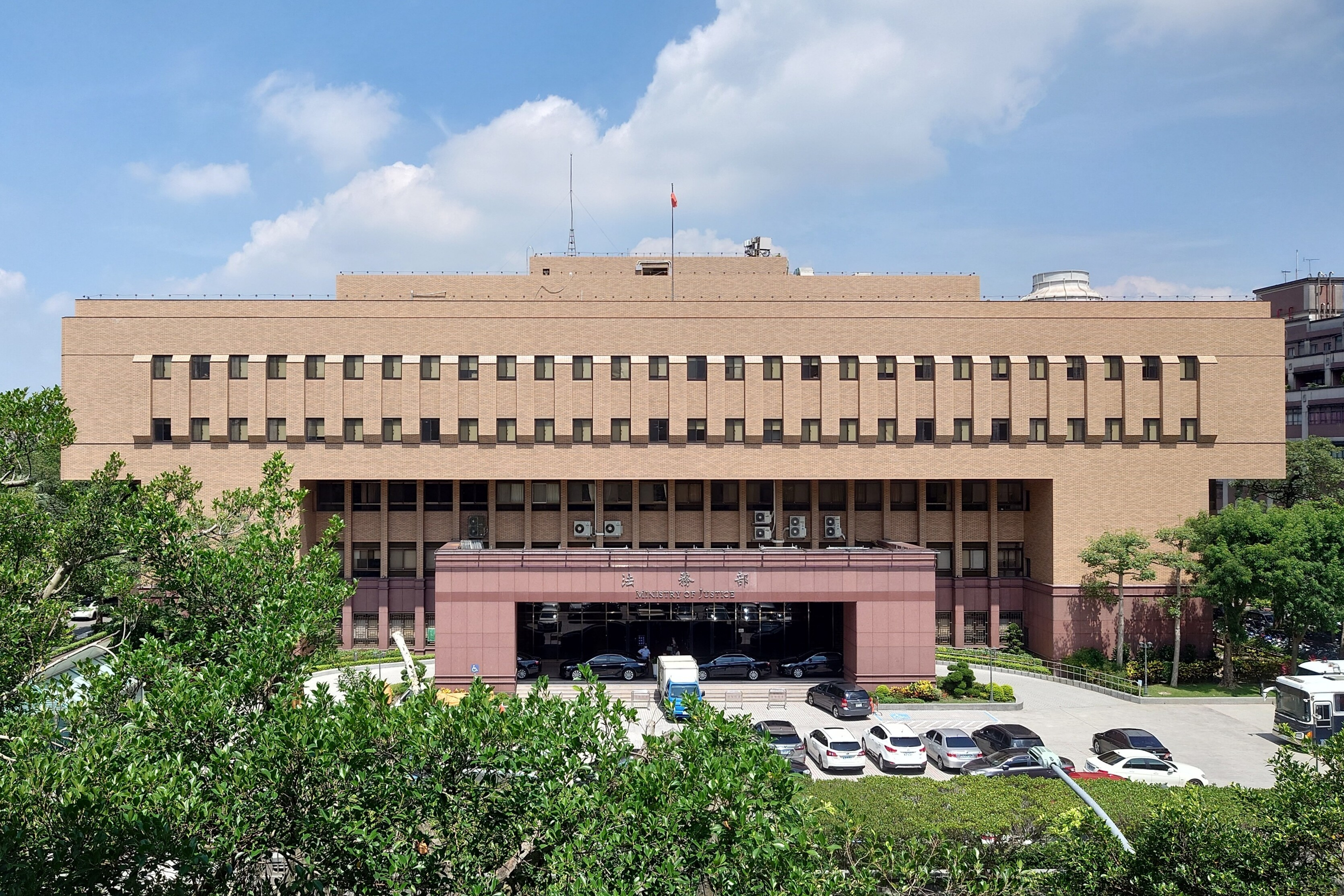
中華民國法務部強調死刑存廢問題應交由立法院形成共識才做出決斷。

對於賴清德即將上任，行政院院長陳建仁表明不會續任，而與總統蔡英文共同卸職。在選舉結束到政府交接前夕，陳建仁表示沒有規劃在5月20日之前再度執行死刑，許多死刑犯都在等待釋憲案的判決結果。陳建仁強調，每個人對於死刑的看法並不一樣，且每個人的人權保障也很重要，政府完全尊重憲法法庭的開庭時間。中華民國法務部部長蔡清祥表示，在廢除死刑前不會停止執行槍決，如果所有救濟程序都已經完畢，就應當執行死刑。蔡清祥還提到，不管將來死刑釋憲案的結果為何，都會有充分的準備。
在接獲憲法法庭通知後，蔡清祥籌組訴訟因應小組，數次邀集學者召開諮詢會議和研討會，研商訴訟策略。其中，法務部邀集美國法、德國法、日本法學者出席，比較各國憲法法制對於死刑見解的差異。同時，蔡清祥請最高檢察署檢察總長邢泰釗派出訓練有素的訴訟組支援，蒐集主要國家相關法律及憲法訴訟情形。法務部還認為，死刑不只牽涉到《中華民國憲法》，還涉及國家刑事政策與政治議題走向，如果有必要應要拉高層級至府院討論。其後，法務部提出言詞辯論意旨書，並送交憲法法庭。
在言詞辯論意旨書中，法務部主張死刑合憲的立場，反對廢除死刑制度，希望憲法法庭維持死刑合憲見解。法務部強調死刑制度是具高度爭議的問題，憲法法庭若在社會尚無共識下宣告違憲，可能引發社會激烈矛盾與衝突，且逾越權力分立的界線。法務部強調死刑制度是立法機關、行政機關形成的共識，存廢問題應交由立法院做出決斷，而非由司法院大法官的司法判決逕行決定。法務部還表示，死刑犯無法以同一原因重複聲請救濟來阻止槍決，將等待釋憲案判決後，修正《執行死刑規則》。

### 立法院
民主進步黨立法院黨團表示尊重憲法法庭的審理，將持續與社會對話凝聚共識，並加強審核機制。民主進步黨立法院黨團總召集人柯建銘表示，廢除死刑要有輿論基礎，在民主程序下與社會對話，不應以精英思想專斷決定，但也提到執政黨會面對釋憲案結果。民主進步黨籍立法委員林俊憲質疑，不應藉由違憲審查決定死刑存廢問題，主張回歸具民意代表基礎的國會決定，呼籲司法院審慎處理反映民意。民主進步黨籍立法委員莊瑞雄則強調，即便司法院大法官判定死刑違憲，僅是法條並不適用，不等於現有的死刑犯變成無罪。
中國國民黨立法院黨團強調輿論反對廢除死刑，死刑是維護國家安全、社會秩序及增進公共利益的必要手段，司法院大法官不應推翻過去合憲解釋，並推派立法委員翁曉玲擔任「法庭之友」代理人。中國國民黨立法院黨團總召集人傅崐萁呼籲，司法院不應介入死刑存廢問題，過度干預立法機關。翁曉玲同樣主張死刑存廢問題屬於立法機關裁量範疇，希望憲法法庭尊重立法形成自由，不宜變相轉移立法院政策決定。中國國民黨籍立法委員王鴻薇指出，廢除死刑違背人民的認知，並強調人民不會原諒此事。
中國國民黨籍立法委員王育敏質疑蔡英文政府是與輿論作對，賴清德的支持度將因違憲結論快速下跌。中國國民黨籍立法委員柯志恩呼籲，如果要廢除死刑，應該要完整說明配套措施。對於死刑可能宣告違憲，中國國民黨籍立法委員謝龍介擔憂會立即釋放死刑犯，中國國民黨籍立法委員吳宗憲主張新增無期徒刑不得假釋的規定。中國國民黨籍立法委員羅智強呼籲，應該由國會新任命的司法院大法官參與違憲審查，而不是現在做出定論。臺灣民眾黨籍立法委員林國成表示，死刑存廢問題正反意見都有，自己支持維持死刑。

### 司法院

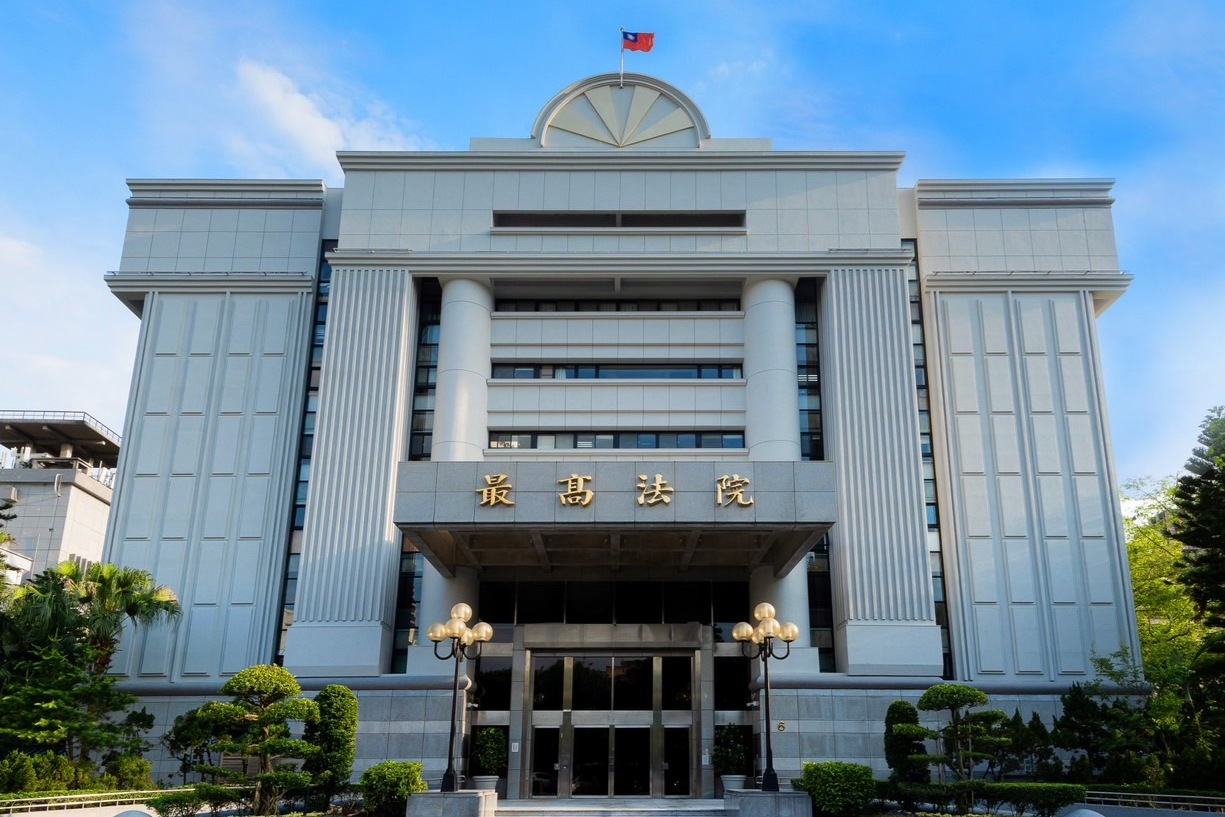
假若憲法法庭宣告死刑違憲或部分違憲，最高法院將可能重新審理死刑犯案件。

這次釋憲案是司法院大法官第四度對死刑制度進行違憲審查，最初傳出司法院院長許宗力有意隨蔡英文去職、與賴清德不合等傳聞，甚至稱此次釋憲案是不顧賴清德政府、追求個人歷史定位。部分法律界人士認為，總統任命的司法院院長、司法院副院長、司法院祕書長等特任官，應隨著新任總統輪替。但由於死刑釋憲案最遲在9月23日宣判，賴清德上任就得提名新任司法院大法官，並由立法院行使同意權，屆時距離許宗力、蔡烱燉的任期僅剩1個月，普遍認為會做滿任期。在這期間，司法院表示釋憲案尚在審理，呼籲各界給予純淨的審判空間。
由於釋憲案可能認定死刑規定、定讞判決違憲或部分違憲，將讓37名死刑犯獲得再審或非常上訴的機會，案件可能交由最高法院審理。另外在2024年3月1日，對於南投縣康建生物科技辭職員工李鴻淵不滿公司管理層，在2022年7月先後行刑式槍決董事長賴敏男等5人，造成4人死亡和1人受傷，最高法院依照殺人罪等罪判處李鴻淵1個無期徒刑定讞。至於李鴻淵歷審判處3個死刑部分，最高法院認為憲法法庭仍在審理死刑釋憲案，送交憲法法庭而未審結。後續將等待憲法法庭做出判決，再另行審理。

### 監察院

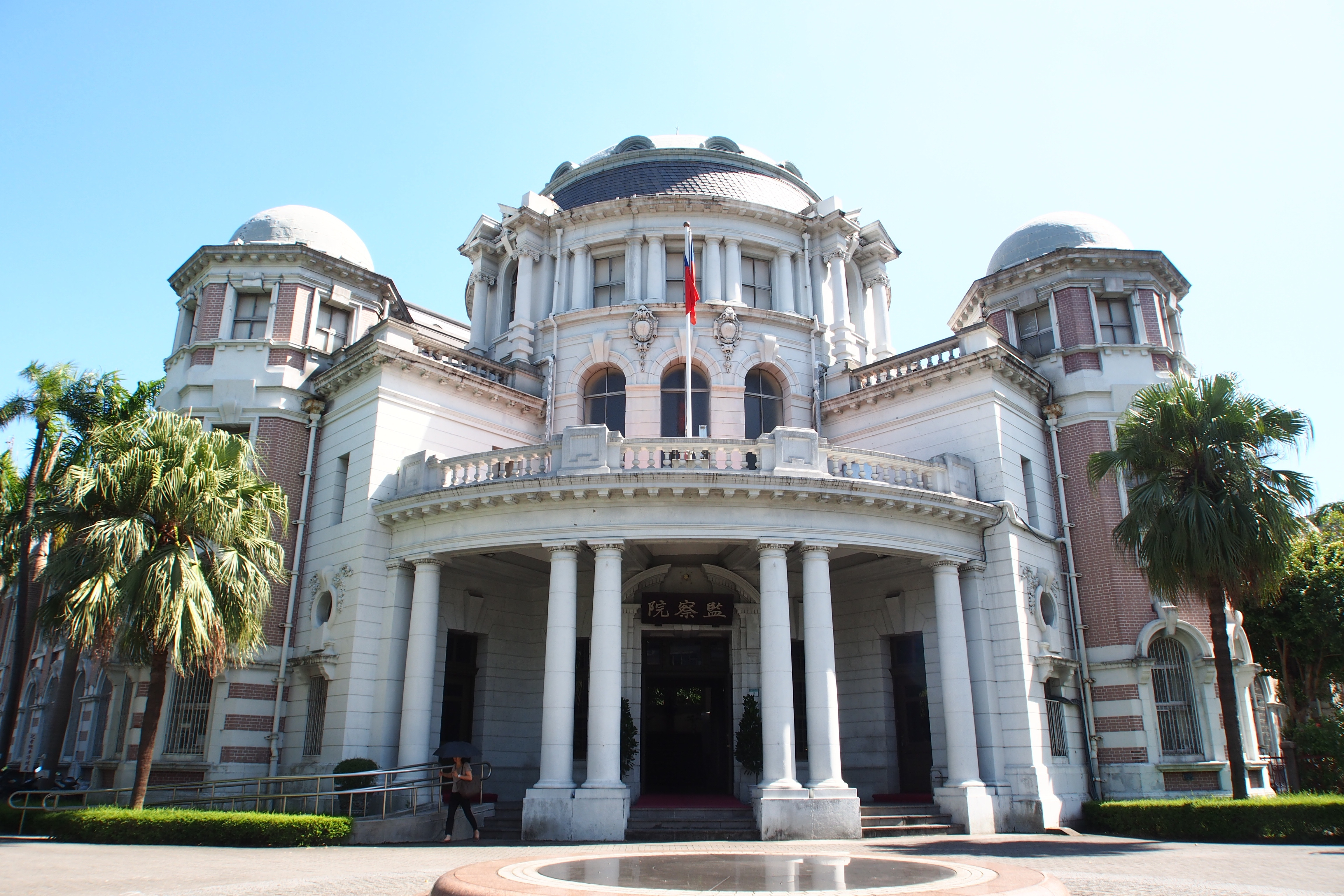
監察院國家人權委員會希望借鏡歐洲國家廢除死刑的經驗，向憲法法庭提出相關意見。

基於重視生命權及人性尊嚴等人權，監察院國家人權委員會長期支持廢除死刑，對於死刑制度有所質疑，並提出相關的意見報告。2024年3月28日，監察院院長兼國家人權委員會主任委員陳菊接見泛歐綠黨訪問團，表示希望借鏡歐洲國家廢除死刑的經驗，並推動社會溝通、照顧受害者心情與處境。監察院國家人權委員會在鑑定報告中指出，死刑制度是政府剝奪人民生命權的「國家刑罰」，但目前國家懲罰殺人的法律也是使用刑戮殺人的方式，非但不能有效達成嚇阻作用，且司法制度無法完全排除誤判的風險。
另一方面，監察委員王美玉、高涌誠的調查報告認定王信福案是冤案，提出案件缺乏關鍵證據、證人遭到刑訊逼供、證人證詞未經詰問等疑點。3月13日，監察院司法及獄政委員會通過兩人針對王信福的調查報告，籲請法務部移付最高檢察署檢察總長，研議提起非常上訴及再審。王美玉和高涌誠表示，王信福案僅憑單一「孤證」、且該證據不符合經驗法則，嚴重侵害人民的訴訟權與生命權。由於死刑釋憲案是以王信福案為主案，監察院的調查報告雖然未針對死刑存廢問題提出意見，仍送交憲法法庭參考。

## 各界反應

### 政黨政治

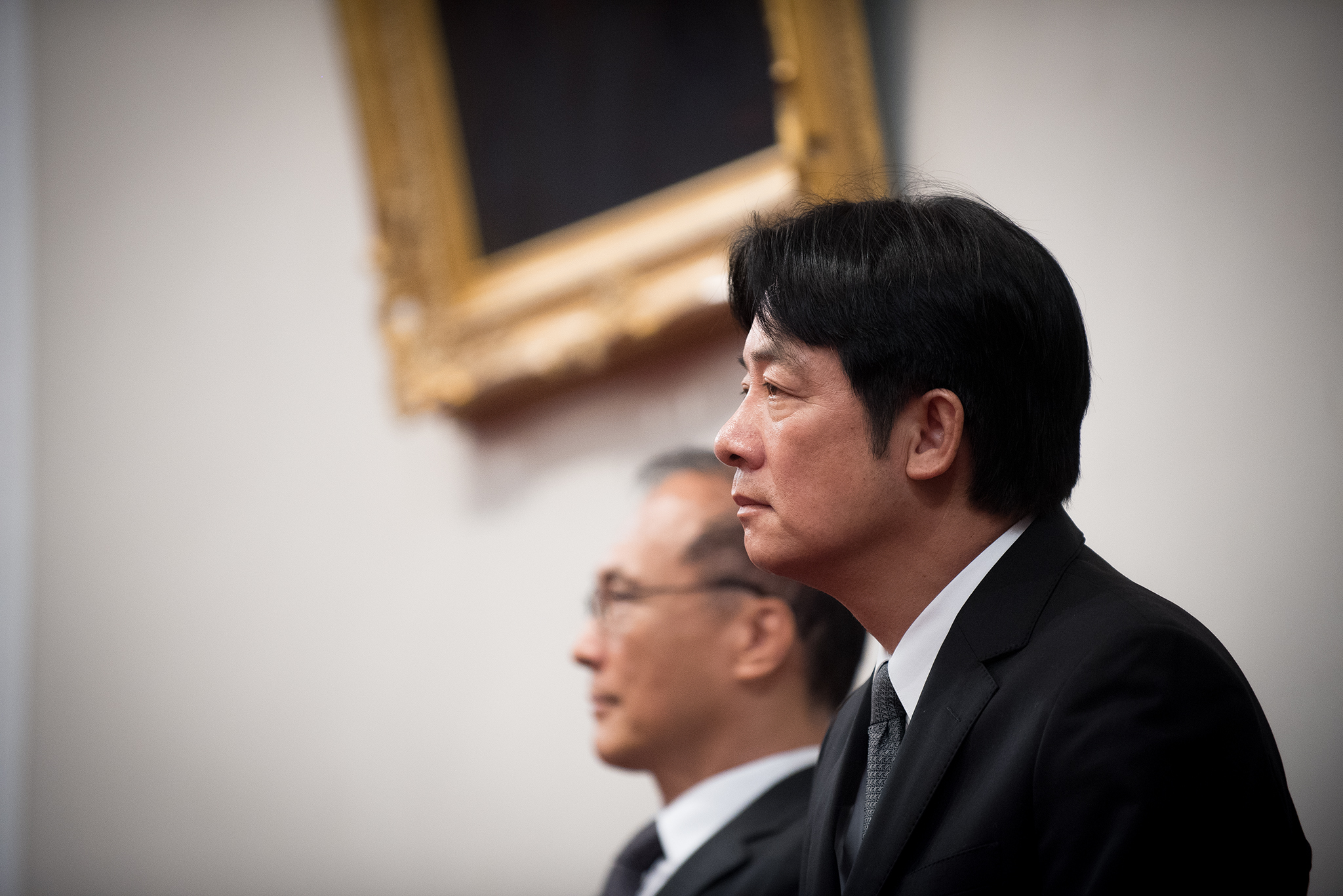
由於死刑釋憲案將對死刑制度產生指標性作用，被視為可能衝擊新上任的賴清德政府。

死刑制度屬於國家重大刑事政策。由於死刑釋憲案將對死刑制度產生指標性作用，各界高度關注是否將影響死刑存廢問題、及對應的修法程序。如果憲法法庭的判決是宣告死刑違憲，全臺灣37名死刑犯的後續處理方式將備受關注。屆時臺灣必須進入由立法院修法廢除死刑的階段，預計將引發支持死刑方與廢除死刑方直接的對抗，且衝擊新上任的賴清德政府。民主進步黨內部分析認為，臺灣社會尚未能夠討論廢除死刑議題，且在野黨勢必會操作該議題，批評執政黨是在保護死刑犯。
民主進步黨長期努力的方向是研議廢止死刑的可能性，並堅持廢除死刑必須有輿論基礎，需要在民主程序與社會對話下形成一定的共識。民主進步黨內部提出三階段目標：第一階段是「慎死」，由司法體系謹慎量刑、或提起再審空間，藉此避免冤案；第二階段是「減死」，減少司法體系判處死刑的空間，或是以無期徒刑取代死刑判決；最後是在社會大眾具有共識或時機成熟時，真正進入死刑存廢問題的社會對話。這三個階段不會設定時間表，達標過程可以視時機推進，以爭取最大的社會討論空間，並逐步形成共識。
中國國民黨的立場一向是主張維持現有的死刑制度。中國國民黨主席朱立倫指示智庫提前準備，再由立法院黨團和中央黨部討論應對作為。中國國民黨中央常務委員高思博表示，司法院大法官的判決將要承擔對抗輿論的責任，但宣布死刑違憲或部分違憲的機率極高，必須預判是否要提出修法版本。中國國民黨中央委員會文化傳播委員會主任委員李彥秀表示死刑存廢問題屬於立法機關的範疇，憲法法庭不應擴權取代。另一方面，臺北市議員苗博雅表示憲法法庭進行辯論是社會法治教育，能夠公平呈現兩種不同的觀點，把社會帶往正向的討論風氣。

### 法律學界
法律界人士分析，如果憲法法庭認為死刑合憲，即便未直接宣告違憲，仍然有可能會限縮適用死刑的罪名，或要求在判決程序上有更多配套措施。而如果憲法法庭認為死刑違憲，聲請非常上訴或再審的死刑犯，可能改判無期徒刑。同時假釋門檻的調整、終身監禁的落實，都是可能的配套措施。律師周宇修說，假若是要宣告合憲，憲法法庭應該會檢視現行保有死刑的懲罰條文，廢除殺人罪、強盜致死罪等普通刑法的死刑規定，但可能保留《槍砲彈藥刀械管制條例》、《毒品危害防制條例》、《陸海空軍刑法》等特別刑法的死刑規定。
部分法律學者表態支持廢除死刑的立場。國立臺灣大學法律學院特聘教授顏厥安認為，死刑是授權過於空泛的國家權力，將導致憲政體系失衡，基於自由民主憲政秩序應該完全禁止。國立臺灣大學法律學院教授謝煜偉指出，在憲法論證的層次上，應報責任與刑罰程度的對應關係沒有絕對基準。中央研究院法律學研究所研究員黃丞儀批評，死刑剝奪人的名譽及社會身分，與不得假釋的終身監禁一同牴觸自由民主憲政秩序及人性尊嚴原則。理律法律事務所律師李念祖認為，殺戮式的報復難以體現正義，而廢除死刑的終極理由是可能錯判。
不過，國立中正大學犯罪防治學系教授賴擁連指出，犯罪者以極端行為剝奪其他人權利，必然只能用死刑作為對應刑罰，且應提供法官具有比例原則正當性的裁量選擇。開南大學法律學系教授鄭善印認為，應該經由公民投票程序判斷死刑是否違憲，但因為死刑具有不可回復性及誤判可能，主張限縮適用範圍與增加配套措施。中央研究院法律學研究所研究員許家馨表示，刑罰宣告具有重要象徵意義，可以保留法律上的死刑，但不加以執行。國立雲林科技大學科技法律研究所教授吳威志表示，廢除死刑是終極目標，但要建立整體配套才有資格廢除死刑。
銘傳大學犯罪防治學系副教授王伯頎認為，死刑仍然有存在的必要性，而臺灣對於廢除死刑並無任何配套措施，倉促廢除死刑可能導致整個系統崩解。臺灣日本刑事法研究學會理事長林裕順指出，死刑存在先天性矛盾、也讓冤案沒有平反機會，但現今討論廢除死刑的步驟太快，應該用審議式民主方式形成決策。國立陽明交通大學科技法律學院教授林志潔則持正面態度，希望藉由憲法法庭的討論，以憲法的高度給予未來施政更清楚的方針，完善臺灣的刑罰制度。

### 社會團體

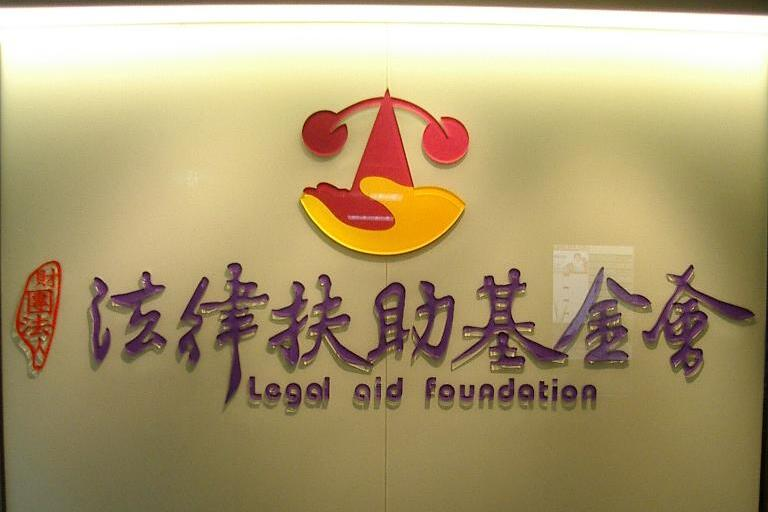
長期幫助弱勢囚犯的法律扶助基金會在死刑釋憲案擔任訴訟代理人。

目前臺灣社會主要表態支持廢除死刑立場的群體，包括臺灣廢除死刑推動聯盟、民間司法改革基金會等非政府組織。自2022年以來，隨著死刑犯共同聲請釋憲案，支持廢除死刑的團體陸續補充有關死刑違憲的理由書與意旨書，並針對爭點題綱做出回應，試圖說服司法院大法官做出死刑違憲的判決。其中，法律扶助基金會是這次死刑釋憲案的死刑犯訴訟代理人，指出死刑會因為被告貧富、律師優劣、法官態度、族群階級等因素，適用在社會最脆弱的人身上，因此基於「預防性的平等保護」，應宣告死刑違反平等原則而違憲。
臺灣廢除死刑推動聯盟在意見書中強調，死刑制度是「赤裸裸的國家濫權殺人」，國家不可以介入處置人民的生命。臺灣廢除死刑推動聯盟執行長林欣怡也撰寫文章，指出政策制定者、民意代表過去沒有具體有效作為，因此需要司法院大法官接手。民間司法改革基金會在意見書中主張，刑罰不應該把犯罪者永久排除在社會之外，國家權力也不應該透過強制性制度推行極端的道德主張，而死刑非但無法達成刑罰目的，也不是唯一可以嚇阻犯罪的手段。
犯罪被害人保護協會則在專家諮詢意見書中表達死刑合憲的看法，主張死刑的存在對於社會安全有著防衛效果，國家應在判決確定後盡速執行，若要廢除死刑則必須藉由社會對話凝聚共識。臺灣犯罪被害人人權服務協會強調判處死刑對親屬是種安慰，呼籲司法院大法官謹慎考慮輿論和受害者親屬情感，如果驟然宣告死刑違憲可能引發社會對立及衝突。

### 民間社會

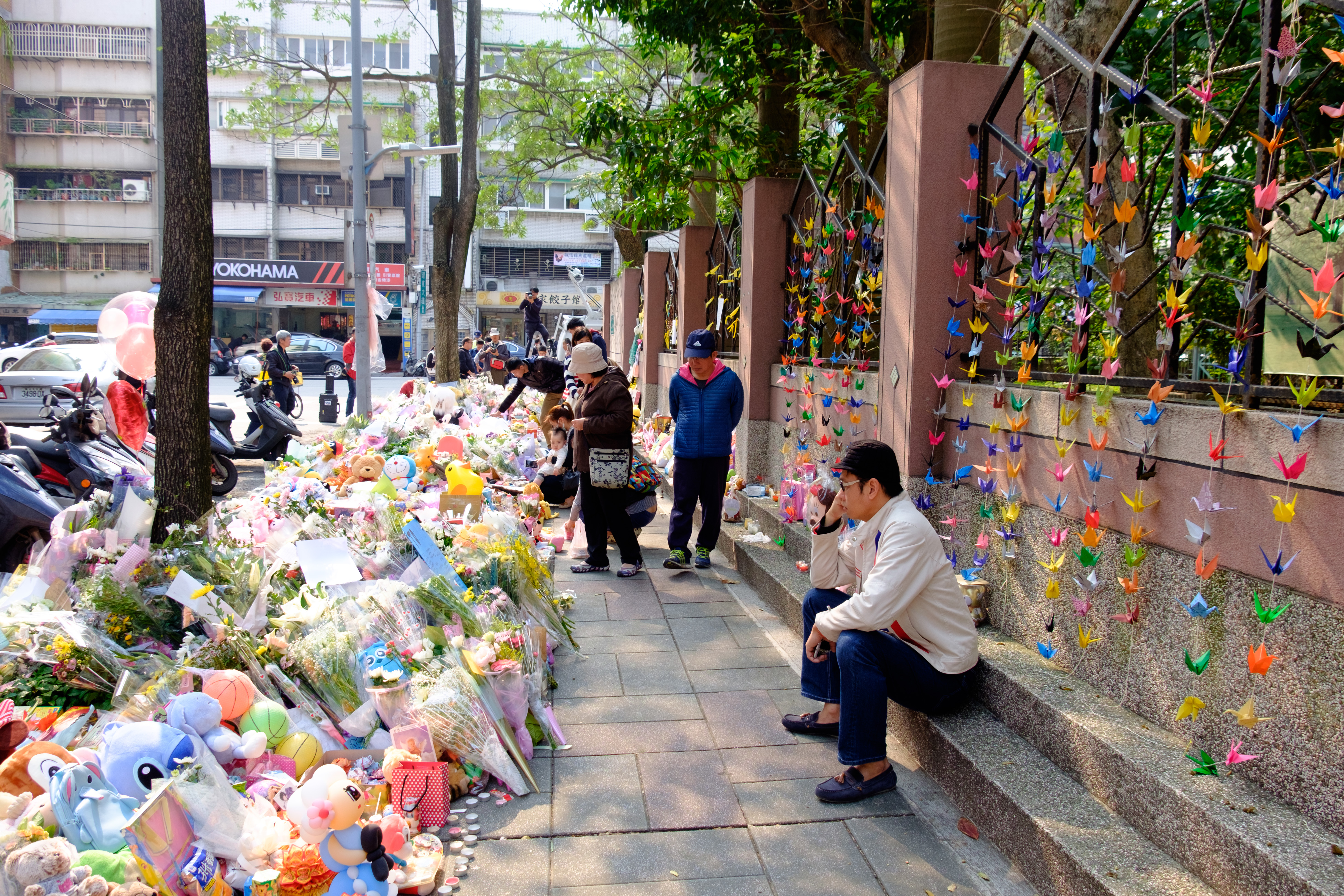
死刑存廢問題是臺灣社會長期討論的議題，並在發生重大犯罪時成為討論焦點。

憲法法庭公告受理王信福等37位死刑犯提出的釋憲案，讓死刑存廢問題在臺灣社會直接對決，相關議題也被正式放到檯面上討論。由於死刑存廢問題屬於重大政策，與司法改革、司法正義、受害者親屬安撫、監獄環境改善等問題有關，一直是臺灣社會長期討論的議題，但也數度淪為政治操縱對象。尤其當社會發生重大犯罪時，執行死刑或廢除死刑就成為討論焦點。目前臺灣社會對於死刑存廢問題高度對立，支持方或反對方都積極表達自己的意見，而各界意見仍存在一定的分歧。
歷次輿論調查顯示，臺灣有70%至80%左右民眾不贊成廢除死刑制度，且趨勢相差不大。在當前社會各種論述中，諸多支持死刑的觀點大體是延續應報理論或嚇阻理論的論點，表示死刑具有遏止重大犯罪發生的警示作用，擔心廢除死刑將會導致治安惡化；死刑犯剝奪其他人的生命權，應該要一命償還一命；死刑能夠撫慰受害者親屬；就打擊罪犯的成本來説，死刑的成本是最低的；在周全嚴謹的司法程序中，死刑的冤案發生機率低於其他刑罰；死刑存廢問題應該要尊重輿論。
廢除死刑的支持者則認為，死刑並沒有嚇阻作用，無法有效遏止犯罪；政府無權剝奪生命；如果發生冤案，遭到槍決的死刑犯無法恢復生命；死刑違反兩公約的生存權；受害者親屬應該得到實質的關懷和補償，而非藉由處死加害者安慰；刑罰不應基於成本等功利主義考量等。臺灣廢除死刑推動聯盟及其支持者認為，立法機關與行政機關經常考量自身選票、社會壓力或政黨利益，因此期待憲法法庭藉由違憲審查程序宣告死刑違憲。而在知道有終身監禁、不得假釋、受害者親屬照顧賠償、監獄再教育制度等替代措施下，社會大眾也可能改變其立場。
對於目前37名死刑犯尚未槍決，多位受害者親屬提出盡快執行死刑的呼籲。犯罪被害人保護協會提出故意犯罪致死案受害者的問卷調查，顯示極高比例的受害者親屬堅決反對廢除死刑制度，認為這對於維持社會安定有其必要性、犯行重大者要有法律制裁，且懲罰犯罪者對於受害者親屬也是一種安慰。其中高達96.7%親屬贊成死刑制度應該存在，認為犯罪者應該對犯罪行為負責，僅3.3%表示不贊成或無意見。此外，83.3%親屬認為死刑是犯罪者應該付出的代價，強調死刑是在實現公平正義、及安慰受害者親屬的作為。
2024年12月3日，因不滿113年憲判字第8號判決結果，死刑釋憲案受害者家屬和公民團體在凱道舉行「只有愛如故，追思白玫瑰」活動，向立法院提出「拒絕廢死派大法官」、「修法保障被害人及家屬權益」兩大訴求。近五百位民眾到場怒吼反廢死，民眾身穿白衣、手持白玫瑰或白菊花紀念遇害女師，更有民眾高舉「遲來的正義不是正義，支持廢死就是縱容殺人」、「蓄意殺人就償命」等標語。

### 民調
2024年10月25日，國民黨立委羅智強成立的新國會智庫舉行「人民的憤怒法官聽見了嗎？反對大法官實質廢死」民調發佈會，顯示82.7%的受訪者反對廢除死刑，僅有12%表示支持，有64.9%的受訪者認為立法院不應該配合釋憲來修法提高死刑門檻，對於是否認同2026全國性選舉時，同步舉行「反實質廢死公投」，贊成比例65.8％、不贊成28.8％。

## 外部連結
- 维基文库中的相關文獻：憲法法庭113年憲判字第8號判決